# هلرتاون، پنسیلوانیا
هلرتاون، پنسیلوانیا (به انگلیسی: Hellertown, Pennsylvania) یک سکونتگاه مسکونی در ایالات متحده آمریکا است که در شهرستان نورث‌همپتون، پنسیلوانیا واقع شده‌است.

## خصوصیات
هلرتاون ۵٬۶۰۶ نفر جمعیت دارد.